# شبکه‌های توزیع شده
شبکه توزیع شده یک سیستم شبکه رایانش توزیع شده است که در آن اجزای برنامه و داده‌ها به چندین منبع وابسته هستند.

## بررسی اجمالی
شبکه توزیع شده که در رایانش توزیع شده استفاده می‌شود ، سیستم شبکه‌ای است که برنامه‌نویسی کامپیوتری ، نرم‌افزار و داده‌های آن در بیش از یک کامپیوتر پخش می‌شوند، اما پیام‌های پیچیده را از طریق گره‌های خود (رایانه‌ها) مخابره می‌کنند و به یکدیگر وابسته هستند. هدف یک شبکه توزیع شده به اشتراک گذاشتن منابع است، معمولاً برای دستیابی به یک هدف واحد یا مشابه. معمولاً این امر از طریق یک شبکه کامپیوتری انجام می‌شود،  با این حال، محاسبات مبتنی بر اینترنت در حال افزایش است. به طور معمول، یک سیستم شبکه توزیع شده از فرآیندها ، رشته‌ها، عوامل و اشیاء توزیع شده تشکیل شده است. صرفاً اجزای فیزیکی توزیع شده کافی نیست تا به عنوان یک شبکه توزیع شده شناخته شود. معمولاً شبکه های توزیع شده از اجرای همزمان برنامه استفاده می کنند.

### کلاینت/سرور
محاسبات کلاینت/سرور نوعی رایانش توزیع شده است که در آن یک کامپیوتر، یک کلاینت، داده‌ها را از سرور، یک مرکز محاسبات اولیه، درخواست می‌کند که مستقیماً با داده‌های درخواستی، گاهی اوقات از طریق یک عامل، به کلاینت پاسخ می‌دهد. شبکه توزیع شده کلاینت/سرور در محاسبات مبتنی بر وب نیز محبوب است. کلاینت/سرور این اصل است که یک کامپیوتر کلاینت می تواند قابلیت‌های خاصی را برای کاربر فراهم کند و بقیه قابلیت‌ها را از سایر کامپیوترهایی که خدماتی را برای کلاینت ارائه می دهند درخواست کند. پروتکل انتقال ابرمتن وب اساساً به طور کامل کلاینت/سرور است.

### مبتنی بر عامل
یک شبکه توزیع‌شده همچنین می‌تواند مبتنی بر عامل باشد، که در آن آنچه عامل یا مؤلفه را کنترل می‌کند به‌طور ضعیف تعریف شده است، و مؤلفه‌ها می‌توانند تنظیمات از پیش پیکربندی شده یا پویا داشته باشند.

### تمرکززدایی
تمرکززدایی جایی است که هر کامپیوتر در شبکه می تواند برای کار محاسباتی مورد استفاده قرار گیرد، که برعکس مدل کلاینت/سرور است. معمولاً فقط از رایانه‌های بیکار استفاده می‌شود و به این ترتیب تصور می‌شود که شبکه‌ها کارآمدتر هستند. محاسبات نظیر به نظیر (P2P) بر اساس یک شبکه غیرمتمرکز و توزیع شده، از جمله فناوری دفتر کل توزیع شده مانند بلاک چین است.

### مش
شبکه مش یک شبکه محلی متشکل از دستگاه‌ها (گره‌ها) است که در اصل برای برقراری ارتباط از طریق امواج رادیویی طراحی شده بود و امکان استفاده از انواع مختلف دستگاه‌ها را فراهم می‌کرد. هر گره قادر است با هر گره دیگری در شبکه ارتباط برقرار کند.

## مزایای شبکه های توزیع شده
قبل از دهه 1980، محاسبات به طور معمول بر روی یک کامپیوتر رومیزی کم هزینه متمرکز بود. اما امروزه منابع محاسباتی (کامپیوترها یا سرورها) معمولاً به صورت فیزیکی در بسیاری از مکان‌ها که شبکه‌های توزیع‌شده در آن برتری دارند، توزیع می‌شوند. برخی از انواع محاسبات به خوبی از سطح خاصی از موازی بودن و دستاوردهای اجزای سخت‌افزاری برتر عبور نمی‌کنند ، و بنابراین یک گلوگاه می‌شوند، مانند کلمات دستورالعمل در مقیاس بسیار بزرگ. با افزایش تعداد رایانه ها به جای قدرت اجزای آنها، این تنگناها برطرف می‌شود. موقعیت‌هایی که اشتراک گذاری منابع به یک مسئله تبدیل می‌شود، یا جایی که تحمل خطای بالاتری مورد نیاز است نیز شبکه‌های توزیع شده کمک کننده هستند. شبکه های توزیع شده نیز از سطوح بالاتر ناشناس بودن حمایت می کند.

## رایانش ابری
شرکت‌هایی با رشد سریع و نیازهای مقیاس‌پذیر ممکن است حفظ شبکه توزیع‌شده خود تحت مدل سنتی محاسبات کلاینت/سرور را چالش برانگیز بدانند. رایانش ابری ابزار رایانش توزیع شده بر روی برنامه‌های کاربردی مبتنی بر اینترنت، ذخیره‌سازی و خدمات محاسباتی است. ابر مجموعه‌ای از رایانه‌ها یا سرورهایی است که برای ارائه محاسبات مقیاس‌پذیر و با ظرفیت بالا یا وظایف مرتبط به یکدیگر از نزدیک متصل هستند.

## همچنین ببینید
- پردازش ابری
- مرکز اطلاعات
- ذخیره داده‌های توزیع شده
- سیستم فایل توزیع شده
- محاسبات توزیع شده
- نظیر به نظیر